# Béhen (racine)
Pour la commune française, voir Béhen.
Le béhen était une racine médicinale utilisée au Moyen Âge et importée du Levant sous forme de fragments sec et durs. On distinguait le béhen blanc, vermifuge, et le béhen rouge, tonique. L'identification de ces deux drogues végétales a fait l'objet de plusieurs hypothèses contradictoires par les botanistes dès le XVIIe siècle : les substances qui parvenaient en Europe sous forme sèche étaient en effet facilement substituables par des plantes indigènes.

## Histoire
Les formes françaises proviennent des traductions latines d'Avicenne et de Sérapion le jeune et sont attestées dès le XIIe siècle.

Illustrations dans le Tractatus de herbis
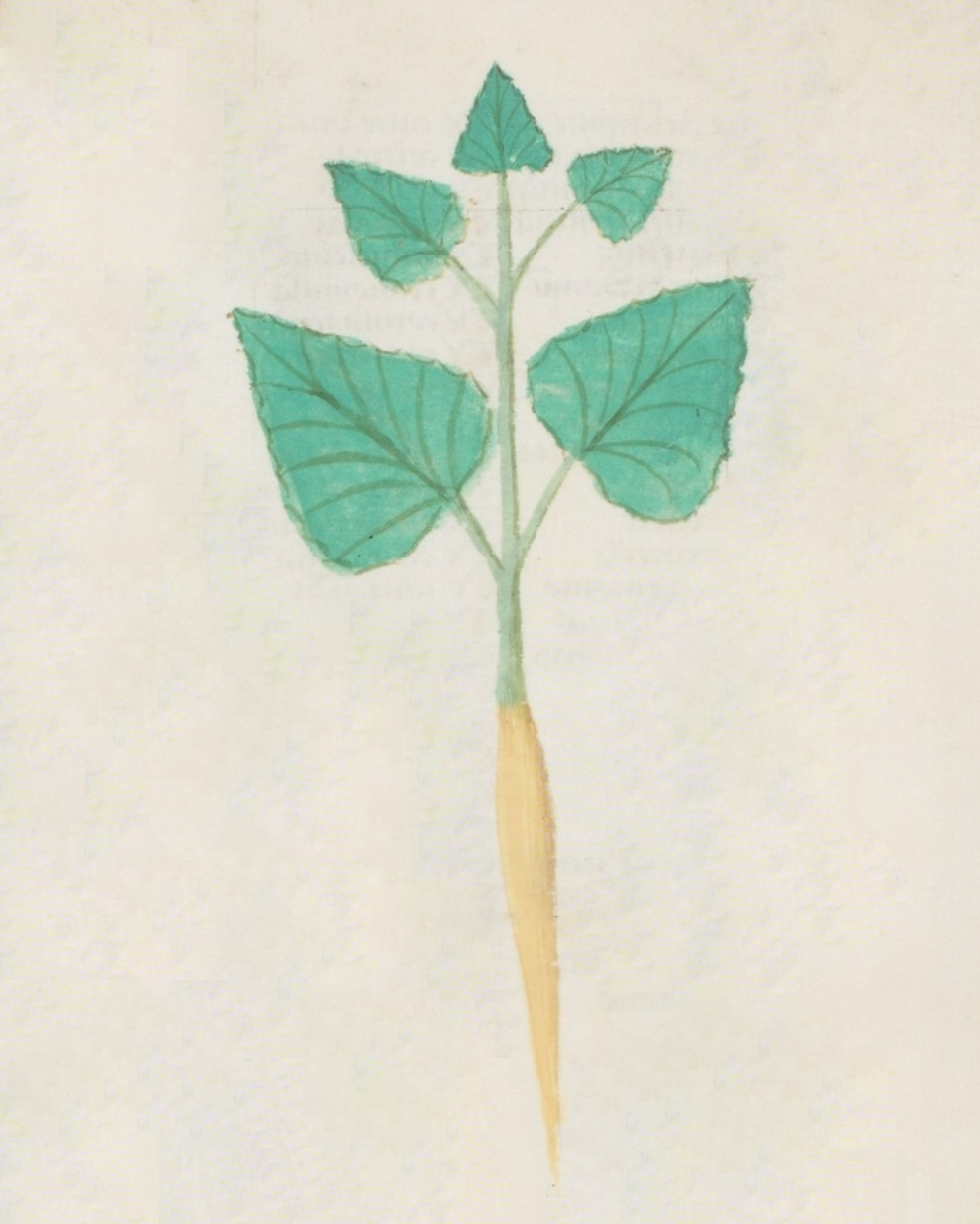
Béhen blanc
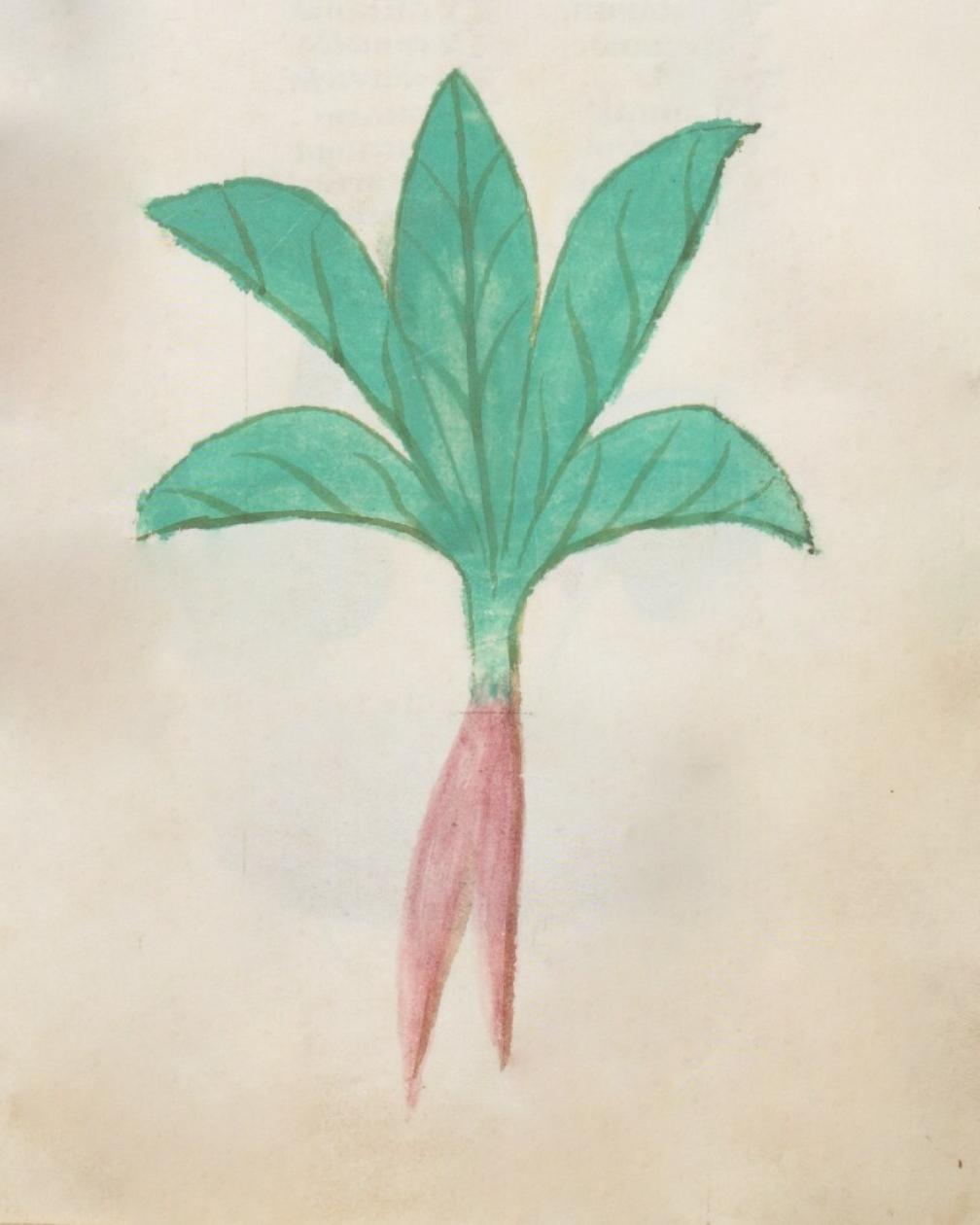
Béhen rouge

## Béhen blanc
Les naturalistes ont principalement relié le béhen blanc à deux espèces distinctes. D'une part, les botanistes de Montpellier, dont Mathias de l'Obel, l'identifient comme le Silène enflé. Cette association est confirmée par les savants des siècles suivants, comme Jean Bauhin ou Pierre Magnol. Elle conduira Carl von Linné à nommer la plante sous le nom de Cucubalus behen en 1753. D'autre part, Joseph Pitton de Tournefort croit identifier le béhen blanc à une jacée qu'il nomme Jacea Orientalis. Linné décrit cette même espèce sous le nom de Centaurea behen (en).

## Béhen rouge
La plupart des auteurs s'accordent à relier le béhen rouge à la Lavande de mer (Limonium vulgare).